# Tom Rhys Harries
Tom Rhys Harries (* 8. Oktober 1990 in Cardiff, Wales) ist ein britischer Schauspieler.

## Leben
Rhys Harries wurde am 8. Oktober 1990 in Cardiff als Sohn einer Englischlehrerin und einem Schulleiter der Grundschule geboren. Er hat einen jüngeren Bruder und eine jüngere Schwester. Der Schauspieler Jacob Ifan ist sein Cousin. Er besuchte die Royal Welsh College of Music & Drama und machte dort 2020 seinen Abschluss.
2011 debütierte Rhys Harries im Film Summer Musical als Schauspieler. Im Folgejahr hatte er eine Besetzung in der Miniserie Parade’s End – Der letzte Gentleman inne. 2014 stellte er im Film Ironclad 2 – Bis aufs Blut die Rolle des Hubert dar. Danach folgten 2015 unter anderen Episodenrollen in den Fernsehserien Inspector Barnaby und Inspector Mathias – Mord in Wales sowie die wiederkehrende Rolle des Sackler in neun Episoden der Miniserie Jekyll and Hyde. 2016 stellte er die titelgebende Hauptrolle des Crow im Film Crow – Rächer des Waldes dar. Er erhielt in den nächsten Jahren wiederkehrende Serienrollen in Unforgotten, Merched Parchus, 15 Days und Britannia. 2020 verkörperte er in der Fernsehserie White Lines die Rolle des Axel Collins. 2022 spielte er in der Serie Suspicion die Doppelrolle des Eddie Walker / Liam McKenna. 2023 spielte er in den Spielfilmen Sisi & Ich und Kandahar mit.

## Filmografie (Auswahl)
- 2011: Summer Musical
- 2012: Parade’s End – Der letzte Gentleman (Parade’s End, Miniserie, Episode 1x04)
- 2014: Ironclad 2 – Bis aufs Blut (Ironclad: Battle for Blood)
- 2014: Under Milk Wood (Fernsehfilm)
- 2014: If I Don’t Come Home: Letters from D-Day (Fernsehfilm)
- 2015: Inspector Barnaby (Midsomer Murders, Fernsehserie, Episode 17x04)
- 2015: Inspector Mathias – Mord in Wales (Y Gwyll, Fernsehserie, Episode 2x01)
- 2015: No Strings (Kurzfilm)
- 2015: Jekyll and Hyde (Miniserie, 9 Episoden)
- 2016: Hot Property
- 2016: Spilt Milk (Kurzfilm)
- 2016: Crow – Rächer des Waldes (Crow)
- 2016: Panic (Kurzfilm)
- 2017: Chewing Gum (Fernsehserie, Episode 2x04)
- 2017: DragonHeart 4: Die Kraft des Feuers (Dragonheart: Battle for the Heartfire)
- 2017: ERDEM x H&M: The Secret Life of Flowers (Kurzfilm)
- 2018: Unforgotten (Fernsehserie, 6 Episoden)
- 2018: Slaughterhouse Rulez
- 2019: Merched Parchus (Fernsehserie, 3 Episoden)
- 2019: 15 Days (Fernsehserie, 4 Episoden)
- 2019: Britannia (Fernsehserie, 6 Episoden)
- 2019: The Gentlemen
- 2020: White Lines (Fernsehserie, 10 Episoden)
- 2021: Hireth (Kurzfilm)
- 2021: Yellowbird (Kurzfilm)
- 2022: Suspicion (Fernsehserie, 6 Episoden)
- 2022: The Split – Beziehungsstatus ungeklärt (The Split, Fernsehserie, Episode 3x02)
- 2022: National Theatre Live: The Seagull
- 2023: Sisi & Ich
- 2023: Kandahar
- 2024: Doctor Who (Fernsehserie, Episode 1x05)
- 2024: The Return